# メリッサ・バルガス
メリッサ・テレサ・バルガス・アブレウ（Melissa Teresa Vargas Abreu、1999年10月16日 - ）は、トルコの女子バレーボール選手。

## 来歴
キューバのシエンフエーゴス出身。7歳からバレーボールを始め、13歳でナショナルチーム入りしワールドグランプリでシニア大会デビューした逸材で、2015年7月に開催されたパンアメリカンカップではベストスコアラー・ベストサーバー及びベストアウトサイドヒッター（2位）の三冠に輝いた。ブラジル代表監督のジョゼ・ギマラエスは「すべての面で世界のトップレベルの一人」と絶賛した。
バルガスの目標とする選手としてミレヤ・ルイス（元キューバ代表）の名をあげ、「ミレヤのような選手になるのが夢」と語っている。
2015年8月、チェコリーグのクラブチームであるVK AGEL Prostějovは、スリアン・マティエンソとバルガスの移籍を発表した。
2021年、トルコ国籍を取得し、トルコ代表としてプレーすることとなった。
トルコ語の読みでは名前は「ワルガス」となる、その為、トルコ国内のリーグの実況ではワルガスと呼ばれる。
2023年、ネーションズリーグでトルコ代表の優勝に貢献し、MVPとベストオポジットを受賞した。

## 球歴
- オリンピック - 2024年
- 世界選手権 - 2014年
- ネーションズリーグ - 2023年
- ワールドカップ - 2015年

## 所属チーム
- シエンフエーゴス（ - 2015年）
- VK プロスチェヨフ（2015年 - 2016年）
- フェネルバフチェ（2018 - 2021年）
- 天津渤海銀行（2021年 - 2022年12月）
  -  フェネルバフチェ（2022年1月 - 2022年）[8]
- フェネルバフチェ（2023年1月 - ）[9]

## 受賞歴
- 2015年 - パンアメリカンカップ ベストスコアラー、ベストサーバー、ベストアウトサイドヒッター（2位）
- 2023年 - ネーションズリーグ MVP、ベストオポジット